# Planner (phần mềm)
Planner là một phần mềm quản lý dự án mã nguồn mở, được Imemdio thiết kế.
Planner hỗ trợ sơ đồ Gantt, quản lý tài nguyên dự án. Nó có thể tích hợp với rất nhiều ứng dụng GNOME khác thông qua kiến trúc plug-in.